# Hieronim (Jarosz) Pawłowicz
Hieronim (Jarosz) Pawłowicz herbu Przyjaciel odmienny – pisarz włodzimierski w latach 1617-1632, pisarz grodzki włodzimierski w 1615 roku.
Deputat na Trybunał Główny Koronny z województwa wołyńskiego w 1620, 1631 roku.